# Lee Krasner

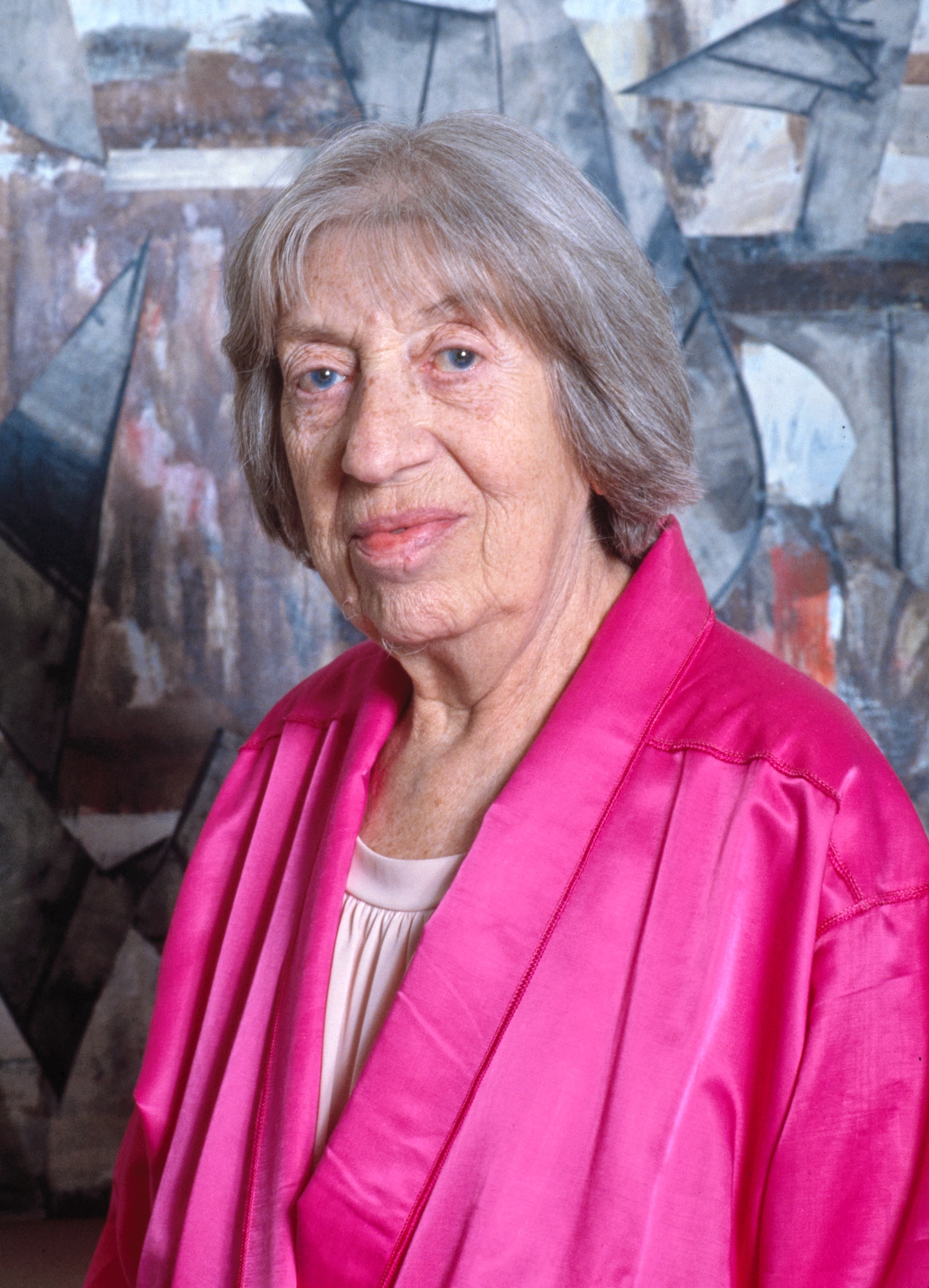
Lee Krasner (1983)

Lenore „Lee“ Krasner, geborene Lena Krassner (* 27. Oktober 1908 in Brooklyn, New York; † 19. Juni 1984 in New York) war eine US-amerikanische Malerin und Collage-Künstlerin. In den 1940er-Jahren gehörte sie zur ersten Generation der abstrakten Expressionisten in New York, später heiratete sie den Action-Painting-Maler Jackson Pollock. Krasners Werk stand zu Pollocks Lebzeiten und noch lange nach seinem Tod im Schatten des Ehemanns, dessen Alleinerbin und Nachlassverwalterin sie war. Erst seit den 1990er-Jahren wird ihr Werk als eigenständig rezipiert. Sie wird nun teilweise als „Pionierin des abstrakten Expressionismus“ wahrgenommen, ihre Werke werden in den bedeutendsten Museen weltweit ausgestellt.

## Leben und Wirken

### Kindheit

Lee Krasner (rechts) mit ihrer jüngeren Schwester Ruth um 1915–16.

Lee Krasner war das Kind ukrainisch-jüdischer Einwanderer aus Schpykiw (heute Oblast Winnyzja, Ukraine). Ihr Vater Joseph Krassner floh 1905 vor den dortigen Judenverfolgungen in die USA. Anfang 1908 gelang es ihm, seine Frau Anna mit ihren fünf Kindern nach New York zu holen. Neun Monate nach der Wiedervereinigung der Familie kam Lena zur Welt. Die Familie war sehr religiös und lebte in bescheidenen Verhältnissen in Brooklyn, wo Krassner auf dem Blake Street Market einen Fischstand betrieb. Während Joseph viel Zeit in der Synagoge verbrachte und als distanziert und introvertiert galt, kümmerte sich Anna mit den Kindern um den Alltag. Zuhause wurde Jiddisch, Hebräisch, Russisch und Englisch gesprochen.

### Jugend und Ausbildung
Schon mit dreizehn Jahren wollte Krasner laut eigener Aussage Künstlerin werden. Sie begann Abbildungen aus Modeanzeigen zu kopieren und zeichnete viel. In dieser Zeit begann sie, sich gegen die jüdische Religion zuhause und die christliche Religion in der Schule aufzulehnen. Angeregt von den feministischen Bewegungen des beginnenden 20. Jahrhunderts setzte sie sich mit der Rolle der Frau in der Gesellschaft auseinander. Im Alter von ungefähr vierzehn Jahren wandte sie sich endgültig von der jüdischen Religion ab und beschloss, die Washington Irving High School zu besuchen, damals New Yorks einzige Schule mit einem Kunstkurs für Mädchen. Ab 1922 nannte sie sich statt Lena Lenore. Später strich sie ein „s“ aus ihrem Nachnamen Krassner und verkürzte den Vornamen zu Lee.
Nach dem Abschluss an der Washington Irving High studierte sie von 1926 bis 1929 an der Woman’s Art School des Cooper Union. Hier beeinflusste sie ihr Lehrer Victor Simon Pérard, dem es weniger um naturgetreue Abbildung ging als um perfekte Technik. Krasner kopierte den Stil ihres Lehrers so gut, dass er sie anheuerte, Abbildungen für ein Lehrbuch zu zeichnen. Mit Freunden richtete sich die junge Künstlerin ein erstes Atelier an der Ecke 5th Avenue/15th Street ein. Im gleichen Haus arbeitete auch der Bildhauer Moses Wainer Dykaar und bald saß Krasner für den Maler regelmäßig Modell. Dykaar schlug ihr vor, sich an der Art Students League einzuschreiben, weil das Programm dort besser sei und weniger durchstrukturiert als an der Cooper Union. So meldete sich Krasner 1928 in George Bridgmans Zeichenklasse an. Obwohl Lehrer und Schülerin wenig miteinander anfangen konnten, lernte sie hier die Aufteilung von Figuren in geometrische Körper, was einen Schritt Richtung Abstraktion bedeutete. 1929 ging sie an die renommierte National Academy of Design, wo sie erstmals in einer gemischtgeschlechtlichen Klasse studierte. Sie genoss hier eine solide Ausbildung in Zeichnen, Komposition und Technik. Im konservativen Umfeld der Schule fiel sie als eigensinniger „Störenfried“ auf.
Selbstporträt von Lee Krasner (1929) aus dem Bestand des Metropolitan Museum of Art

Link zum Bild

1929 kam Krasner mit ihrem Kommilitonen Igor Pantuhoff, einem russischen Einwanderer, zusammen. Pantuhoff war ein Anhänger moderner Malerei und besuchte zusammen mit Krasner zahlreiche entsprechende Vernissagen. Durch ihn lernte sie europäische Künstler wie Arshile Gorky und Willem de Kooning kennen. Der mit seiner angeblich adligen Herkunft kokettierende Pantuhoff nahm Krasner auf Partys und gesellschaftliche Anlässe mit und war verantwortlich dafür, dass sie sich nun extravaganter kleidete und schminkte. Andererseits war Pantuhoff Alkoholiker, ging fremd und behandelte Krasner schlecht. Sie sah es ihm immer wieder nach.
Nachhaltigen Einfluss auf ihr Werk hatten für Krasner Besuche im 1929 neu eröffneten Museum of Modern Art (MoMA). Hier sah sie Bilder von Cézanne, Gauguin, Van Gogh, Seurat, Matisse und Picasso. Ihre Arbeiten aus der folgenden Zeit zeigen deutlich Einflüsse dieser Künstler. Sie selbst beschrieb das Kennenlernen der modernen Malerei als „Umbruch […] ähnlich der Lektüre von Schopenhauer oder Nietzsche. Eine Befreiung, […] eine Tür wurde geöffnet.“
Um bei einem Aktzeichenkurs zugelassen zu werden, arbeitete Krasner den kommenden Sommer im Ferienhaus ihrer Eltern an passenden Präsentationsstücken. Schließlich bewarb sie sich mit einem Selbstporträt, das sie, ernst und kritisch aus dem Bild herausschauend, während des Malens im Garten zeigt. Nach einem Blick auf das Ölgemälde urteilte der Vorsitzende des Bewertungskomitees, Krasner habe einen „schmutzigen Trick“ angewandt und nur so getan, als ob sie draußen gemalt hätte. Die Juroren wollten nicht glauben, dass eine Anfängerin so gut sein könne. Nur mit viel Überredungskunst gelang es der Künstlerin, die Teilnahme an dem Kurs zu erstreiten.
Bei einem Brand, der ihr Elternhaus zerstörte, gingen 1931 zahlreiche frühe Werke verloren. 1932 verließ Krasner die National Academy of Design: Aufgrund der wirtschaftlich miserablen Lage im Zuge der Großen Depression war es ihr nicht mehr möglich, die Studiengebühren zu entrichten. Sie besuchte daraufhin kostenlose Kurse am City College of New York und begann dort eine Lehrerinnenausbildung. Nebenbei kellnerte sie im Greenwich Village, wo sie andere Künstler und Literaten wie z. B. Harold Rosenberg kennenlernte. Mit Rosenberg, der später den Begriff „Action Painting“ prägte, pflegte Krasner eine lebenslange Freundschaft und intellektuellen Austausch.

#### Teilnahme an Programmen der WPA

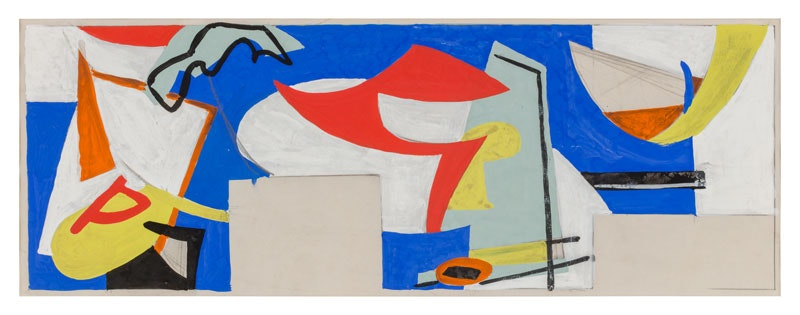
Entwurf Lee Krasners für ein Wandgemälde (1940, Gouache)

1935 schloss sie die Ausbildung zur Lehrerin ab, nur um festzustellen, dass sie auf keinen Fall unterrichten, sondern Künstlerin sein wollte. Von 1935 bis 1943 nahm sie am WPA-Federal-Art-Project teil, das als Arbeitsbeschaffungsprogramm für Künstler im Zuge des New Deal aufgelegt worden war. Dort arbeitete sie Murals aus, die andere Künstler konzipiert hatten. Erst 1940 und 1941 bekam sie die Chance, eigene abstrakte Murals zu gestalten. Das erste Projekt wurde beendet, bevor der Entwurf umgesetzt werden konnte. Das zweite Projekt musste Krasner vor der Fertigstellung verlassen, um in der Kriegswirtschaft mitzuhelfen. Die Skizzen zu beiden Projekten blieben jedoch erhalten. Sie zeigen geradlinige, biomorphe Formen in Primärfarben mit Schwarz, Weiß und Grau in der Tradition von Mondrian, Miró und Picasso. Außer der Arbeit an den Murals gestaltete Krasner für die WPA Plakate und dekorierte Schaufenster.

#### Studium bei Hans Hofmann
Von 1937 bis 1940 studierte sie als Stipendiatin an der privaten Kunstschule des deutschstämmigen Malers Hans Hofmann. Durch Hofmanns Einfluss wandte sie sich immer mehr der kubistischen und der freien Abstraktion zu. Krasner mochte Hofmanns analytischen Kubismus und die Art, wie er, der die Leinwand bewusst als zweidimensionalen Raum annahm, Bildräume arrangierte. Sie lernte bei ihm, wie sich mithilfe der „Push & Pull“-Technik aus kontrastierenden Farbebenen Räumlichkeit erzeugen lässt. In dieser Zeit beschäftigte sie sich viel mit den Herangehensweisen, den Farben und den Sujets der europäischen Moderne. Krasner litt allerdings unter Hofmanns Chauvinismus. Einmal kommentierte er eine ihrer Arbeiten mit dem Ausspruch: „Das ist so gut, dass man nicht merkt, dass es von einer Frau gemalt wurde.“ Während des Unterrichts zerriss Hofmann manchmal die Zeichnungen seiner Schüler und stückelte sie neu zusammen, um deutlich zu machen, was verbessert werden sollte. Möglicherweise inspirierte das Krasner zu ihrer späteren Arbeit an Collagen.
Mitte bis Ende der 1930er-Jahre wurde Krasner von Surrealisten wie Giorgio de Chirico und der italienischen Pittura Metafisica beeinflusst, wovon u. a. die Werke Gansevoort I und II zeugen. Sie bewunderte Edgar Allan Poe und Arthur Rimbaud. 1939 ließ sie sich eine Passage aus der Rimbaud-Übersetzung A Season in Hell an eine Wohnungswand schreiben: „To whom shall I hire myself out? What beast must one adore? What holy image attack? What hearts shall I break? What lie must I maintain?“, der letzte Satz war blau hervorgehoben. Krasners Freunde vermuteten, dass diese Zeilen auch mit der Trennung von Pantuhoff zu tun hatte, der ohne sie nach Florida gezogen war.

### Erste Ausstellungen und Zeit mit Jackson Pollock
Krasner soll Jackson Pollock bereits 1936 auf einer von der Artists Union veranstalteten loft party kennengelernt haben. Dort sei er ihr beim Tanzen auf die Füße getreten, so ihre eigene Aussage. Später erzählte sie oft eine andere Geschichte von der ersten Begegnung: Im November 1941 traf Krasner den Künstler und Kurator John D. Graham und zeigte ihm ihr Atelier. Graham war so begeistert, dass er sie zu einer Ausstellung einlud, in der er französische und amerikanische Künstler gegenüberstellte. Als sie die Teilnehmerliste las, stieß sie auf den ihr unbekannten Namen Jackson Pollock. Sie beschloss, dem Kollegen einen Besuch im Atelier abzustatten. Krasner und Pollock trafen sich in der Folge häufiger und wurden schließlich ein Paar. Aber auch diese Erzählung beruht vor allem auf Aussagen Krasners.
Unbetitelte Kohlezeichnung (1940) aus dem Bestand des Metropolitan Museum of Art

Link zum Bild

1940 zeigte Krasner ihre Arbeiten auf der 4. Jahresausstellung der American Abstract Artists (AAA) in den American Fine Arts Galleries in New York. Es war das erste Mal, dass ihre Werke in der Presse besprochen wurden – in diesem Fall von einem Kritiker der New York Post, der sich über abstrakte Kunst lustig machte.
Auch 1941 nahm Krasner an einer Sammelausstellung der AAA teil – zusammen mit Fernand Léger und Mondrian, die auf eine Initiative von Krasner und anderen Künstlern hin Mitglieder der Gruppe geworden waren. Mondrian gefiel der starke innere Rhythmus von Krasners Arbeiten. Ihn und Krasner verband die Liebe zum Boogie-Woogie, die beiden gingen ein paarmal gemeinsam tanzen. Später malte Mondrian, inspiriert von der Musikrichtung, das Bild Broadway Boogie Woogie.
Im selben Jahr traf sie Pollock im Rahmen der Ausstellung American and French Paintings in der McMillen Gallery wieder. Dort wurde Gemälde der beiden neben Werken von u. a. Willem de Kooning, Stuart Davis, Walt Kuhn, Picasso, Matisse, Braque, Bonnard und Modigliani ausgestellt. Beeindruckt von Pollocks Arbeiten stellte Krasner ihn anderen Malern vor, unter ihnen de Kooning.
1942 arbeitete sie an einem Auftrag für das War Services Project, den letzten Ausläufer des WPA: Sie beaufsichtigte die Gestaltung von 19 Schaufensterdekorationen, mit denen Zivilschutzkurse an städtischen Colleges beworben wurden. Krasner sorgte dafür, dass auch Pollock zu ihrem Team gehörte, das aus acht Künstlern bestand. Nach dem Besuch einiger dieser Zivilschutzkurse – u. a. zum Thema Sprengstoffchemie – beschloss Krasner, die Kurse fotografisch zu dokumentieren. So entstanden Collagen, die Fotografie, Zeichnung und Typografie nach dem Vorbild der russischen Konstruktivisten miteinander verbanden. Von den Collagen sind nur noch Fotografien erhalten.
Als Krasner und Pollock ein Paar wurden, bekam seine Arbeit für sie die höchste Priorität. Sie tat fortan alles, um ihn zu unterstützen, versuchte, seinen Alkoholkonsum zu kontrollieren, wurde seine Sekretärin und Managerin. Ausgelöst von Pollocks Arbeiten, die den Kubismus hinter sich gelassen hatten, geriet Krasner selbst jedoch ab 1942 in eine dreijährige Schaffenskrise. In dieser Zeit produzierte sie wenig mehr als die sogenannten „gray slabs“: vielfach übermalte Leinwände, unter deren dichter, amorpher Pigmentschicht „das Bild […] nicht hervortreten“ konnte.

#### Little Images (1946–1950)

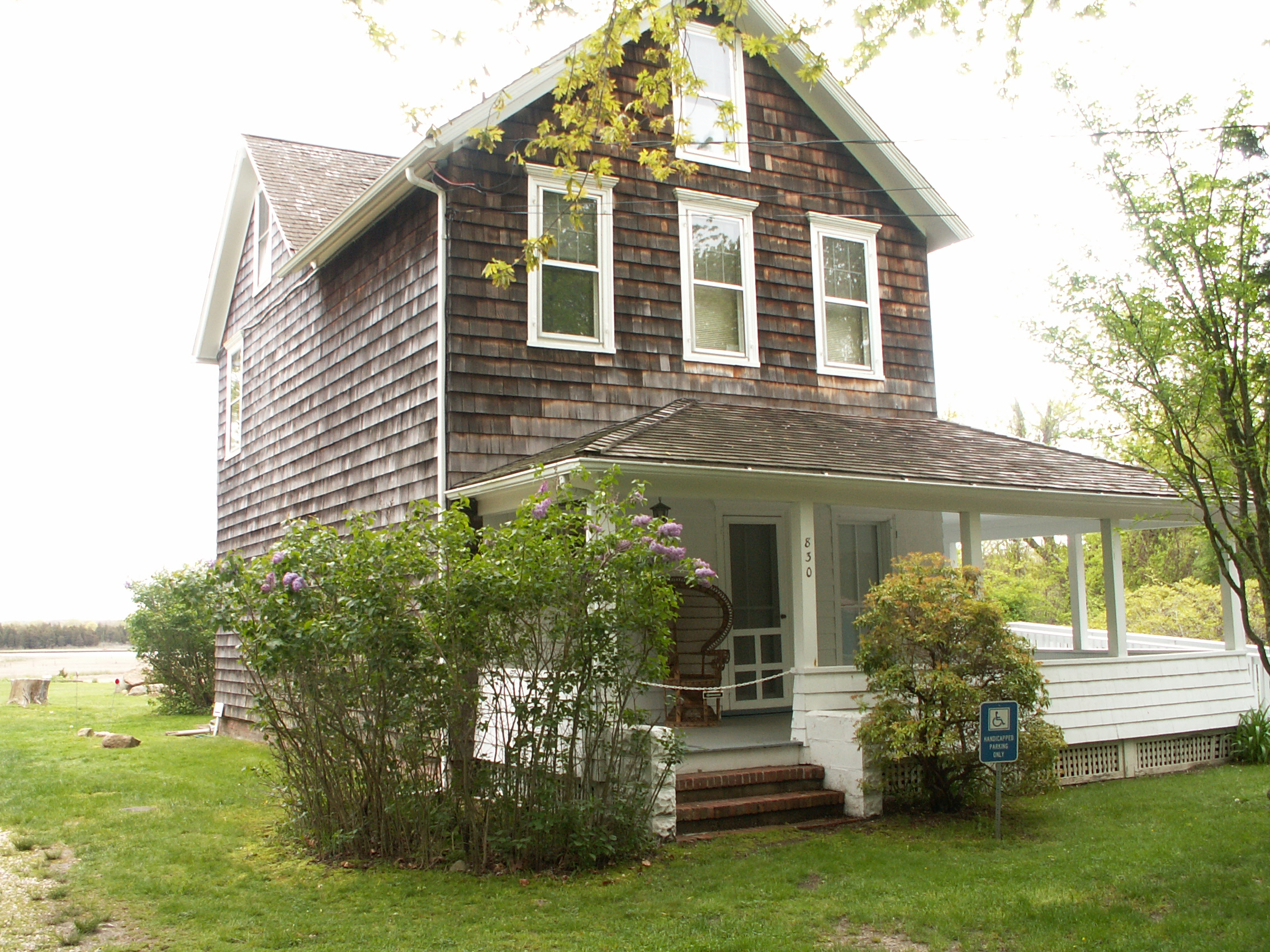
Das Pollock-Krasner House and Studio in Springs, East Hampton, gehört zu den National Historic Landmarks der USA

Aus dieser Blockade konnte sie sich erst 1945 befreien: Pollock und sie hatten geheiratet und mithilfe eines Darlehens von Peggy Guggenheim ein baufälliges Haus in Springs auf Long Island gekauft. Krasner glaubte, dass das Landleben Pollocks Depression heilen und ihn vom Trinken abbringen würde. Er arbeitete in der ersten Zeit im Schlafzimmer, nutzte später aber die Scheune des Hauses als Atelier, in der auch größere Werke Platz hatten. So stand Krasner nun das Schlafzimmer als Arbeitsraum zur Verfügung. Ab 1946 begann sie, dort die „Little Images“ zu malen: lebhafte, flimmernde, in mehreren Schichten Ölfarbe aufgetragene Abstraktionen mit sich wiederholenden Bildelementen, die an Pollocks All-over-Technik denken lassen. Zunächst entstanden kleinere Formate von 50 bis 80 cm Durchmesser. Ein Kennzeichen dieser Bilder ist die dabei angewandte kontrollierte Tropftechnik. Ein anderes, dass sie nicht an der Staffelei entstanden, sondern in der Horizontale bearbeitet wurden. Im Gegensatz zu Pollock, der es mit größeren Flächen zu tun hatte, arbeitete Krasner nicht „im Bild stehend“, sondern beugte sich einfach darüber. Sie ging, inspiriert von ihrem Mann, intuitiver vor als bisher und versuchte, eins mit der Natur zu sein, statt sie abzubilden. Krasner, die sich ihr Leben lang für Schriftzeichen und -systeme interessierte, sprach in Bezug auf die „Little Images“ von „ihren Hieroglyphen“. Marcia Tucker bemerkte später, dass Krasner hier von rechts nach links arbeitete, und brachte das in Zusammenhang mit dem Hebräischen, das Krasner als Kind gelernt hatte.
Im Winter 1947 war Krasner aufgrund der Kälte gezwungen, im Erdgeschoss des Hauses in der Nähe des Ofens zu arbeiten. Dabei schuf sie zwei Mosaiktische aus alten Wagenrädern, die Auflage bestand u. a. aus Muscheln, Kieselsteinen, Scherben und Modeschmuck. Einer der Tische wurde, zusammen mit den „Little Images“, 1948 in der New Yorker Bertha Schaefer Gallery ausgestellt. Krasner erntete dafür vorbehaltlos positive Kritiken.
Während Jackson Pollocks Karriere jedoch nun kometenhaft verlief und er im Life Magazine zum „größten lebenden amerikanischen Künstler“ deklariert wurde, blieb Krasner als „Mrs. Pollock“ im Hintergrund. Teilweise signierte sie in den 40er- und 50er-Jahren ihre Werke mit „L.K.“ oder gar nicht, um ihre Identität als Frau zu verbergen.

#### Erste Collage-Arbeiten (1950–1955)
Ihre erste Einzelausstellung hatte Krasner 1951 in der Betty Parsons Gallery in New York. Die 14 abstrakten Gemälde wurden von der Kritik vorwiegend positiv aufgenommen, Krasner konnte jedoch kein einziges verkaufen. Von Selbstzweifeln geplagt, widmete sie sich anschließend einer Serie von Schwarz-Weiß-Zeichnungen, die sie in einem Anfall von Abscheu wieder zerriss. Als sie das Atelier – eine umgebaute Räucherhütte auf dem Grundstück in Springs – erst einige Wochen später wieder betrat, begann sie, die zerfetzten Teile wieder zusammenzukleben. Zusätzlich zerschnitt sie alte Ölgemälde und schichtete das Ganze zusammen mit anderen Materialien und Teilen von Pollocks verworfenen Zeichnungen auf den nicht verkauften Gemälden aus der Betty-Parsons-Ausstellung auf. Diese „collage paintings“ stellte sie 1955 erfolgreich in der New Yorker Stable Gallery aus.

#### Prophecy(1956)
Anfang der 1950er-Jahre hatte Pollock nach zwei Jahren Abstinenz wieder angefangen zu trinken. Sein Zustand verschlechterte sich rapide, was sich negativ auf die Ehe und das Sozialleben der beiden Künstler auswirkte. Krasner, die vergeblich versuchte, Pollocks Alkoholkonsum zu bremsen und gleichzeitig seine Karriere zu fördern, bekam selbst gesundheitliche Probleme. 1956 malte sie ein Bild, das sich durch seine verschlungenen, fleischigen Formen und seine Farbigkeit von ihren bisherigen Arbeiten unterschied und die Künstlerin selber verstörte. Sie nannte das Bild Prophecy. Pollock versicherte ihr, dass es „ein gutes Bild“ sei und sie „nicht darüber nachdenken, einfach weitermachen“ solle. Alfonso Ossorio, ein Freund und Förderer der beiden, kaufte das Bild umgehend.
Als Pollock schließlich ein Verhältnis mit der jungen Ruth Kligman anfing, verlangte Krasner eine Entscheidung. Sie beschloss, alleine zu einer gemeinsam geplanten Reise nach Europa aufzubrechen. Am 12. August 1956 erfuhr sie, dass Pollock im Alkoholrausch tödlich verunglückt war. Bei dem Autounfall wurde seine Geliebte schwer verletzt, ihre Freundin Edith Metzger getötet. Krasner kehrte am folgenden Tag nach New York zurück.

### Zeit nach Pollocks Tod und weitere Arbeiten und Ausstellungen

#### Earth Green Series(1956–1958)
Birth (1956) aus der Sammlung des Reynolda House Museum of American Art

Link zum Bild

Kurze Zeit nach Pollocks Tod entstanden drei Bilder, die in Zusammenhang mit Prophecy gesehen werden: Birth, Embrace und Three in Two. Die Arbeiten, die von Picassos Les Demoiselles d’Avignon inspiriert sind, zeigen im Hochformat zuckende, ineinander verschlungene, zerbrochene, stark konturierte Formen in fleischigem Rosa und körperlose Augen. In ihrer Figürlichkeit stellten sie sich gegen die vorherrschende abstrakte Ästhetik der New York School. Sie scheinen Krasners Wut, Schuld, Schmerz und ihre Verlustgefühle widerzuspiegeln. Konfrontiert mit der Frage, wie sie während der Trauerzeit überhaupt malen könne, antwortete Krasner damals:

„Die Malerei lässt sich nicht vom Leben trennen. Es ist eins. Das ist so, als würde man fragen: Will ich leben? Meine Antwort ist: Ja – und ich male.“

Diese und 14 weitere Bilder aus den Jahren 1956–57 bilden die Earth Green Series, sie wurden 1958 in einer Einzelausstellung der Martha Jackson Gallery gewürdigt. Stuart Preston von der New York Times zeigte sich damals beeindruckt von Krasners Wagemut. Der Kunstkritiker John Russell beschrieb das zur Serie gehörende Werk The Seasons als „eins der bemerkenswertesten Bilder seiner Zeit“.

#### Umber Series(1959–62)
Krasner hatte nach Pollocks Tod begonnen, sein ehemaliges Atelier zu nutzen, da es der größte Arbeitsraum mit den besten Lichtverhältnissen war. Sie litt zu dieser Zeit an Schlaflosigkeit. Nachdem 1959 ihre Mutter gestorben war, kamen Depressionen hinzu. Nun entstand eine Serie von großformatigen Gemälden, die „Night Journeys“ oder „Umber Series“ genannt werden: Da Krasner nur bei Tageslicht mit Farben arbeiten wollte, beschränkte sie sich bei diesen nachts entstandenen Bildern auf Umbra-Töne und Weiß. Thematisch setzt sie sich hier mit Geburt, Tod und Spiritualität auseinander. Im Kontrast zur gedämpften Farbigkeit wirkt die Ausführung ungewohnt roh und explosiv. Krasner, die nur 1,60 Meter groß war, malte hier mit enormem Körpereinsatz und sprang manchmal mit dem langstieligen Pinsel hoch, um die äußersten Winkel des Bildes zu erreichen. Sie schleifte und zog den Pinsel über die Leinwand, benutzte dickflüssige Farbe, die auf den Untergrund tropfte und spritzte. Obwohl diese dramatisch wirkenden Arbeiten bei Kritikern wie Clement Greenberg nicht gut ankamen, machte Krasner weiter. In den Bildern der Serie ist die Verbindung zu Pollock spürbar, Krasner versucht jedoch, seinen Einfluss zu überwinden. Die Serie umfasst 24 Gemälde.

#### Wandbilder am Broadway
1958 wurde Krasner beauftragt, zwei Wandmalereien für eine Konzernzentrale am Broadway zu gestalten. Bei diesem Auftrag arbeitete sie mit ihrem Neffen Ronald Stein zusammen. Für die Wandbilder – das größere hat eine Breite von 26 m – wurden unregelmäßig gebrochene italienische Glassteine verwendet. Zu sehen sind abstrakte, ungleichmäßige, gezackte Formen in sattem Rot, Schwarz, Blau und Hellgrün, die einen Kontrast zu den rechtwinkligen, eintönigen Bürogebäuden bilden.

#### Primary Series (1960er-Jahre)
Anfang der 60er-Jahre brach Krasner sich den Arm und begann mit der linken Hand zu malen: Sie drückte die Farbe direkt aus der Tube aufs Bild und führte die Bewegungen der linken Hand mit den Fingerspitzen der rechten. Dieses vorsichtigere Arbeiten, bei dem Teile der Leinwand weiß blieben, ist z. B. den Bildern Through Blue und Icarus anzusehen, die zur Primary Series gezählt werden. Krasner malte nun wieder mehr mit Farbe, mit lockerem, kalligrafischem Gestus und kühneren Formen. Die Bilder wirken blumig und überschwänglich. 1965 wurde ihr eine Retrospektive in der Whitechapel Gallery in London gewidmet: ihre erste museale Ausstellung, die in mehreren britischen Städten und in New York zu sehen war und ein positives Echo fand.
Zur selben Zeit entstand eine Reihe von abstrakten Gouache-Zeichnungen auf handgeschöpftem Büttenpapier: Krasner experimentierte hier mit nur ein oder zwei ungemischten Farben und der Struktur des Papiers – laut eigener Aussage, weil es ihr Spaß machte und leicht von der Hand ging.
1968 stellte Krasner in der Marlborough-Gerson Gallery aus: Lee Krasner: Recent Paintings war ihre erste Ausstellung, die im Zusammenhang mit der feministischen Bewegung ausführlich besprochen wurde.

#### Weiteres Experimentieren (1970er-Jahre)
Krasner hatte einen Widerwillen dagegen, mit einem erkennbaren Stil assoziiert zu werden, im Atelier experimentierte sie ständig. Anfang der 1970er-Jahre verschwinden die weichen, körperhaften Gebilde in ihren Gemälden und machen Platz für abstrakte Formen mit harten Kanten in leuchtenden Farben. Der Kritiker Robert Hughes beschrieb die Bilder als „aus 50 Schritt Entfernung heiß auf den Augapfel eintrommeln[d]“. Sie wurden, neben anderen Werken, 1973 in der Werkschau Lee Krasner. Large Paintings im Whitney Museum of American Art gezeigt. Dabei handelte es sich um ihre bis dahin prominenteste Werkschau, die von der Kritik begeistert aufgenommen wurde.
Im Jahr davor war Krasner der Gruppe „Women in the Arts“ beigetreten und hatte mit ca. 300 anderen Teilnehmerinnen gegen die mangelnde Beachtung von Künstlerinnen demonstriert. Zusammen mit u. a. Louise Bourgeois und Chryssa setzte sie sich dafür ein, dass Werke von Frauen in den großen New Yorker Museen zu sehen sein sollten.
Elf großformatige Collagen von Krasner wurden 1977 in der Pace Gallery in New York gezeigt. Der Kurator Bryan Robertson hatte alte Kohlezeichnungen aus den 1930er-Jahren in Krasners Atelier entdeckt. Die Künstlerin zerschnitt die Zeichnungen und verarbeitete die Schnipsel in den neuen Werken.
1978 wurden Arbeiten von Krasner aus den 1930er- und 40er-Jahren in der Ausstellung Abstract Expressionism: The Formative Years gezeigt. Hier wurde sie erstmals als abstrakte Expressionistin der ersten Stunde gewürdigt. Anlässlich der Ausstellung wurde der Dokumentarfilm Lee Krasner: The Long View der Kunsthistorikerin Barbara Rose im Whitney Museum gezeigt.
Rose, eine Freundin Krasners, kuratierte drei Jahre später die Ausstellung Krasner/Pollock. A Working Relationship, die in East Hampton und New York gezeigt wurde. Krasner befürchtete anfangs, die Ausstellung könne sich als „schreckliche Stolperfalle für [sie] als Künstlerin“ herausstellen. Tatsächlich wurde nun in der New York Times von einer „symbiotischen Beziehung“ der beiden Künstler auf Augenhöhe gesprochen. Ein Rezensent war der Meinung, dass eine „völlige Neubewertung der Verbindung Krasner-Pollock“ erforderlich sei.

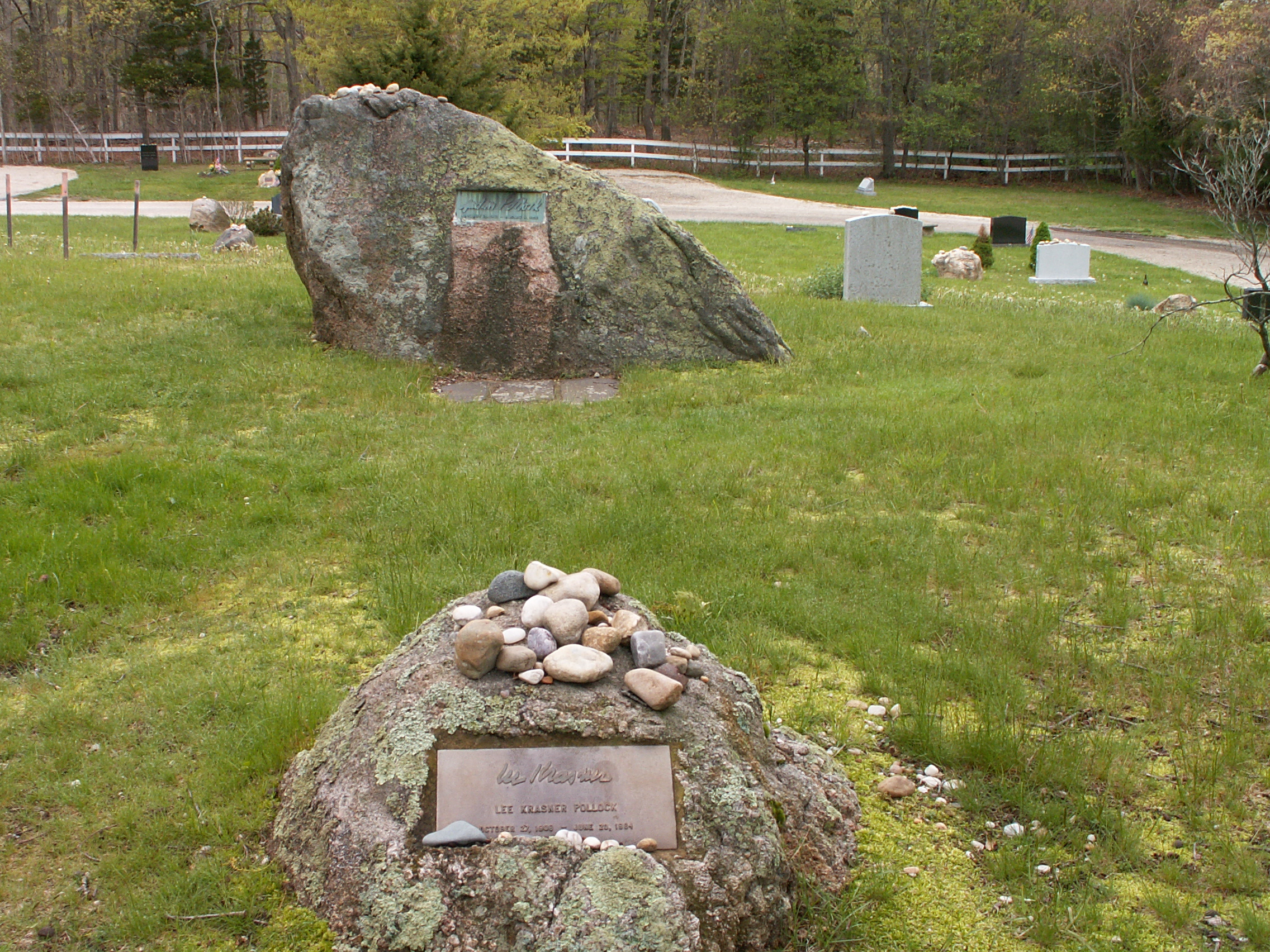
Lee Krasners Grabstein auf dem Green River Cemetery in Springs. Im Hintergrund das Grab von Jackson Pollock

Lee Krasner starb 1984 im Alter von 75 Jahren im New York Hospital in Manhattan. Sie wurde auf dem Friedhof in Springs neben ihrem Ehemann bestattet. Auf einer Gedenkfeier ihr zu Ehren im Metropolitan Museum of Art sprachen u. a. Susan Sontag und Edward Albee. Nach ihrem Tod wurde ihr Besitz, das Pollock-Krasner House and Studio in Springs, East Hampton, der Öffentlichkeit zugänglich gemacht. Die nach Krasners Willen 1985 postum gegründete Pollock-Krasner Foundation fördert Künstler und Kunsteinrichtungen. 599 Arbeiten sind von ihr bekannt.

### Lee Krasner und Jackson Pollock
Krasner brachte den drei Jahre jüngeren Pollock zu Anfang ihrer Beziehung mit der europäischen Kunst in Berührung und stellte ihn anderen Künstlern und für ihn einflussreichen Personen vor. Sie besorgte ihm Verdienstmöglichkeiten, organisierte seine Ausstellungen und stellte ihre eigenen Ambitionen hintan. Krasner bezeichnete Pollock als den Künstler, der sie neben Matisse und Picasso am meisten beeinflusst habe. Pollock sprach Krasner Mut zu, wenn sie an ihrer Arbeit zweifelte. In seinen letzten Lebensjahren war ihre Ehe von Pollocks zunehmend stärker werdendem Alkoholproblem geprägt. Nach seinem Tod war Krasner Pollocks Alleinerbin und wurde zu seiner Nachlassverwalterin. Harold Rosenberg beschrieb sie als machtvolle Künstlerwitwe, die es geschafft habe, die Preise für zeitgenössische amerikanische abstrakte Kunst in die Höhe zu treiben. Laut B.H. Friedman verkaufte sie Pollocks Bilder nicht aus Geschäftstüchtigkeit so zögerlich, sondern weil sie sehr an ihnen hing.

### Glauben
Krasners Elternhaus war jüdisch-orthodox, als Kind war Krasner gläubig und besuchte regelmäßig den Gottesdienst. Sie bewunderte die aufwändig gestalteten religiösen Bücher ihres Vaters und war fasziniert von der hebräischen Schrift. Nach und nach verlor sie den Glauben, was einerseits mit der Lektüre von Nietzsche und Schopenhauer zu tun hatte. Andererseits gefiel ihr nicht, dass im orthodoxen Judentum Frauen als den Männern unterlegen galten. Laut eigener Aussage verkündete sie eines Tages als Teenager ihren Eltern, dass sie genug von der Religion habe. Seither lehnte sie deren Ausübung ab, sah sich selbst aber immer noch als jüdische Frau.

## Rezeption in Film und Literatur
- 1978 erschien der 30-minütige Dokumentarfilm Lee Krasner: The Long View von Barbara Rose[86]
- In der Filmbiografie Pollock (2000) von und mit Ed Harris wurde die Künstlerin von Marcia Gay Harden dargestellt. Für ihr Porträt der „willensstarken, emanzipierten Lee Krasner“[87] erhielt Gay Harden bei der Oscarverleihung 2001 den Preis als Beste Nebendarstellerin.
- Die Hauptfigur in John Updikes Roman Seek My Face ist u. a. Lee Krasner nachempfunden.[88]

## Ausstellungen (Auswahl)
- 1951: erste Einzelausstellung in der Betty Parsons Gallery in New York
- 1951: 9th Street Art Exhibition, New York
- 1955: Stable Gallery, New York
- 1958: Lee Krasner Recent Paintings, in der Martha Jackson Gallery, New York
- 1960: Recent Paintings by Lee Krasner in der Howard Wise Gallery, New York
- 1965: Lee Krasner. Paintings, Drawings and Collages in der Whitechapel Art Gallery, London
- 1973: Lee Krasner. Large Paintings im Whitney Museum of Modern Art, New York
- 1977: Eleven Ways To Use the Words to See in der Pace Gallery, New York
- 1978: Abstract Expressionism: The Formative Years im Herbert F. Johnson Museum, im Seibu Museum und im Whitney.
- 1979: Lee Krasner. Paintings 1959–1962 in der Pace Gallery, New York
- seit 1981 vertreten durch die Robert Miller Gallery, New York
- 1981: Lee Krasner. Paintings 1956–1971 in der Janie C. Lee Gallery, Houston
- 1981: Krasner/Pollock. A Working Relationship in der Guild Hall, Easthampton und im Grey Art Gallery and Study Center der New York University
- 1983: Lee Krasner. A Retrospective im Museum of Fine Arts, Houston
- 1984: Lee Krasner. A Retrospective im Museum Of Modern Art, New York
- 2019: Lee Krasner: Living Colour im Barbican Centre, London
- 2019/2020: Lee Krasner. Schirn Kunsthalle Frankfurt, 11. Oktober 2019 bis 12. Januar 2020[89][52]
- 2020: Lee Krasner. Living Colour. Zentrum Paul Klee, Bern, 7. Februar bis 10. Mai 2020 (verlängert bis 16. August 2020)

## Auszeichnungen
- Outstanding Achievement in the Visual Arts, eine Auszeichnung des Women’s Caucus for Art (1980)[90]
- Distinguished Contributions to Higher Education, eine Auszeichnung der Stony Brook Foundation (1980)
- Chevalier de l’Ordre des Arts et des Lettres (1982)
- Ehrendoktortitel für bildende Künste der State University of New York, Stony Brook (1984)

## Liste der bedeutendsten Werke
- 1929: Self Portrait, Metropolitan Museum of Art[91]
- 1934: Gansevoort, Number 1, Metropolitan Museum of Art[92]
- 1938: Still Life, Museum of Modern Art[93]
- 1940: Sitzender Akt, Museum of Modern Art[94]
- 1949: Composition, Philadelphia Museum of Art[95]
- 1949: Untitled, Museum of Modern Art[96]
- 1951: Number 3 (Untitled), Museum of Modern Art[97]
- 1953: Untitled, National Gallery of Australia[98]
- 1955: Milkweed, Albright-Knox Gallery[99]
- 1961: Polar Stampede, San Francisco Museum of Modern Art[100]
- 1964: Untitled, Museum of Modern Art[101]
- 1965: Night Creatures, Metropolitan Museum of Art[102]
- 1966: Gaea, Metropolitan Museum of Art[103]
- 1969: Gold Stone, Fine Arts Museums of San Francisco[104]
- 1970: Comet, Robert Miller Gallery[105]
- 1972: Rising Green, Metropolitan Museum of Art[106]
- 1976: Imperative, National Gallery of Art[107]

## Bibliografie

### Ausstellungskataloge, Monografien
- Marcia Tucker, Lee Krasner: Lee Krasner: Large Paintings. 1973.
- Barbara Rose, Lee Krasner: Lee Krasner: A Retrospective. Museum of Fine Arts, Houston / Museum of Modern Art New York 1983, ISBN 978-0-87070-415-4.
- Bryan Robertson: Lee Krasner: Collages. Robert Miller Gallery, 1986, ISBN 0-944680-16-X.
- Sandor Kuthy, Ellen G. Landau: Lee Krasner – Jackson Pollock. Künstlerpaare – Künstlerfreunde / Dialogues d’artistes – résonances. Kunstmuseum Bern / Musée des Beaux-Arts de Berne 1989/1990.
- Richard Howard, John Cheim, Lee Krasner: Lee Krasner: Umber Paintings. Robert Miller Gallery, 1993, ISBN 0-944680-43-7.
- Annette Reich, Svenja Kriebel: Abstrakter Expressionismus in Amerika. Lee Krasner, Elaine de Kooning, Hedda Sterne, Joan Mitchell, Helen Frankenthaler. Pfalzgalerie Kaiserslautern, 2001, ISBN 3-89422-114-3.
- Gail Levin: Lee Krasner – A biography. Thames & Hudson, London 2019, ISBN 978-0-500-29528-1.
- Eleanor Nairne, Ilka Voermann (Hrsg.): Lee Krasner. Mit einem gemeinsamen Vorwort der Direktorinnen und Direktoren des Barbican, der Schirn Kunsthalle Frankfurt, des Zentrum Paul Klee und des Guggenheim-Museum Bilbao sowie mit Texten von Eleanor Nairne, Katy Siegel, John Yau, Suzanne Hudson und einem Interview von Gail Levin mit Lee Krasner. Hirmer Verlag, München 2019, ISBN 978-3-7774-3296-0.